# Patrizia Milano
Patrizia Milano ist eine US-amerikanische Schauspielerin.

## Leben
Milano studierte am The Lee Strasberg Theater Institute und am Playhouse West. Sie hatte 2001 zwei Gastauftritte in der Fernsehserie Jack & Jill und spielte 2005 in einer Folge von Monk sowie 2011 in einer Folge von Pretend Time. Filme, in denen sie auftrat, sind unter anderem Star Trek (2009), House of Flesh Mannequins (2009) und Driving by Braille (2011), sowie die Kurzfilme Dick Richards (1996), The Memory of When (2009), Apples (2010) und Classified (2012).

## Filmografie (Auswahl)
- 1996: Dick Richards (Kurzfilm)
- 2001: Jack & Jill (Jack & Jill, Fernsehserie, zwei Folgen)
- 2003: Last Stop (Kurzfilm)
- 2005: Transit
- 2005: Monk (Fernsehserie, Folge 4x05)
- 2008: Der fremde Sohn (Changeling)
- 2009: Star Trek
- 2009: A Single Man
- 2009: House of Flesh Mannequins
- 2009: The Memory of When (Kurzfilm)
- 2010: Apples (Kurzfilm)
- 2011: Driving by Braille
- 2011: Pretend Time (Fernsehserie, eine Folge)
- 2012: Classified (Kurzfilm)
- 2015: The Mentalist (Fernsehserie, Folge 7x08)